# 四棱菝葜
四棱菝葜（学名：Smilax polycephala）为百合科菝葜属下的一个种。

## 扩展阅读
- 維基物種上的相關：四棱菝葜